# Vladislav, Veliko Tărnovo
Vladislav (în bulgară Владислав) este un sat în comuna Strajița, regiunea Veliko Tărnovo,  Bulgaria. 

## Demografie
Componența etnică a satului Vladislav
     Turci (14,55%)
     Nicio identificare (19,54%)
     Bulgari (65,9%)
     Romi (0%)
La recensământul din 2011, populația satului Vladislav era de 261 locuitori. Din punct de vedere etnic, majoritatea locuitorilor (65,9%) erau bulgari, cu o minoritate de turci (14,55%). Pentru 19,54% din locuitori nu este cunoscută apartenența etnică.